# NGC 6241
NGC 6241 é uma galáxia espiral (Sc) localizada na direcção da constelação de Hercules. Possui uma declinação de +45° 25' 16" e uma ascensão recta de 16 horas, 50 minutos e 11,0 segundos.
A galáxia NGC 6241 foi descoberta em 29 de Abril de 1788 por William Herschel.